# Веттины
Ветти́ны (нем. Wettiner, англ. House of Wettin) — немецкий королевский и княжеский род, представители которого правили в Великобритании в 1901—2022 годах, также является родоначальным домом Саксен-Кобург-Готской династии королей Бельгии.
Династия Веттинов господствовала более 800 лет в средненемецком пространстве; имена её представителей навсегда вписаны в историю Саксонии.
После Лейпцигского раздела Веттины имеют две линии: эрнестинскую и альбертинскую.
Герб Веттинов представляет собой зелёную перевязь (рутовый венец) в девятикратно пересечённом на чернь и золото поле щита.

## Происхождение
История рода достоверно прослеживается со второй половины X века, когда они владели землями в юго-восточном предгорье Гарца. Род получил имя по замку Веттин, расположенному на берегу реки Заале.
История семейства до приобретения этого замка (около 1000 года) остаётся предметом споров. Первым достоверно известным представителем рода был граф Гассегау Дитрих I. Его точное происхождение неизвестно. Титмар Мерзебургский указывает, что тот происходил из дома Букконов и был родственником маркграфа Мейсена Рикдага. Эта же версия отображена в более позднем Саксонском анналисте. Созданная в XIII веке «Генеалогия Веттинов» (лат. Genealogia Wettinensis) ничего о происхождении Дитриха не сообщает. В созданной в XV веке Альтцельской хронике указывалось, что Веттины происходят от саксонского герцога Видукинда, который рассматривался также как строитель замка Веттин.
В настоящее время существуют три теории происхождения Дитриха, однако документального подтверждения не имеет ни одна из них. Сложность заключается в том, что в это время упоминается несколько графов в этих местах, имеющих имя Дитрих в разных вариантах (Theodericus, Dietrich, Dedo, Dadi, Dadanus, Teti).
Первая теория была выдвинута в 1886 году в диссертации Фридриха Курце. Позже её использовал Отто Поссе, который в 1897 году опубликовал работу по генеалогии дома Веттинов. Эта теория основана на том, что владения Дитриха названы как «tribs, quae dicitur Buzici» (область Бузици). Согласно Курце и Поссе, Buzici интерпретируется как Buco или Buzo, краткой форме имени Burchard (Бурхард). И они отождествили род Бузици с Бурхарденами, сподвижниками Каролингов при Карле Великом. Согласно этой теории братьями Дитриха были Деди и Бурхард, сопровождавшие императора Оттона II в Италию в 982 году и погибшие 13 июля в битве против сарацин у Кап Колонна. Отцом Дитриха по этой теории считается Деди I (ум. 14 марта 957), граф в Гассегау, женатый на дочери гауграфа Фридриха II. При дальнейшем развитии теории род возводился к погибшему в 908 году в сражении при Эйзенахе против венгров маркграфа Сорбской марки Бурхарду.
|  |  |  |  |  |  |  |  |  |  |  |  |                                              |                                              |                                              |                                              |                                              |                                              | Бурхард comitem stabuli (упом. в 807 и 811 годах)     |  |  |  |  |  |                            |                     |                     |                     |                     |                     |  |  |  |  |  |  |  |  |  |  |  |  |  |  |  |  |
|  |  |  |  |  |  |  |  |  |  |  |  |                                              |                                              |                                              |                                              |                                              |                                              |                                                       |  |  |  |  |  |                            |                     |                     |                     |                     |                     |  |  |  |  |  |  |  |  |  |  |  |  |  |  |  |  |
|  |  |  |  |  |  |  |  |  |  |  |  |                                              |                                              |                                              |                                              |                                              |                                              | Бурхард Граф Саксонии (упом. в 858 году)              |  |  |  |  |  |                            |                     |                     |                     |                     |                     |  |  |  |  |  |  |  |  |  |  |  |  |  |  |  |  |
|  |  |  |  |  |  |  |  |  |  |  |  |                                              |                                              |                                              |                                              |                                              |                                              |                                                       |  |  |  |  |  |                            |                     |                     |                     |                     |                     |  |  |  |  |  |  |  |  |  |  |  |  |  |  |  |  |
|  |  |  |  |  |  |  |  |  |  |  |  |                                              |                                              |                                              |                                              |                                              |                                              | Бурхард Граф Сорбской марки Герцог Тюрингии († 908)   |  |  |  |  |  |                            |                     |                     |                     |                     |                     |  |  |  |  |  |  |  |  |  |  |  |  |  |  |  |  |
|  |  |  |  |  |  |  |  |  |  |  |  |                                              |                                              |                                              |                                              |                                              |                                              |                                                       |  |  |  |  |  |                            |                     |                     |                     |                     |                     |  |  |  |  |  |  |  |  |  |  |  |  |  |  |  |  |
|  |  |  |  |  |  |  |  |  |  |  |  |                                              |                                              |                                              |                                              |                                              |                                              | Бурхард и Бардо Графы в Гизитингау (упом. в 913 году) |  |  |  |  |  |                            |                     |                     |                     |                     |                     |  |  |  |  |  |  |  |  |  |  |  |  |  |  |  |  |
|  |  |  |  |  |  |  |  |  |  |  |  |                                              |                                              |                                              |                                              |                                              |                                              |                                                       |  |  |  |  |  |                            |                     |                     |                     |                     |                     |  |  |  |  |  |  |  |  |  |  |  |  |  |  |  |  |
|  |  |  |  |  |  |  |  |  |  |  |  |                                              |                                              |                                              |                                              |                                              |                                              | Деди Граф Гассегау († 957)                            |  |  |  |  |  |                            |                     |                     |                     |                     |                     |  |  |  |  |  |  |  |  |  |  |  |  |  |  |  |  |
|  |  |  |  |  |  |  |  |  |  |  |  |                                              |                                              |                                              |                                              |                                              |                                              |                                                       |  |  |  |  |  |                            |                     |                     |                     |                     |                     |  |  |  |  |  |  |  |  |  |  |  |  |  |  |  |  |
|  |  |  |  |  |  |  |  |  |  |  |  |                                              |                                              |                                              |                                              |                                              |                                              |                                                       |  |  |  |  |  |                            |                     |                     |                     |                     |                     |  |  |  |  |  |  |  |  |  |  |  |  |  |  |  |  |
|  |  |  |  |  |  |  |  |  |  |  |  |                                              |                                              |                                              |                                              |                                              |                                              |                                                       |  |  |  |  |  |                            |                     |                     |                     |                     |                     |  |  |  |  |  |  |  |  |  |  |  |  |  |  |  |  |
|  |  |  |  |  |  |  |  |  |  |  |  | Бурхард IV и Деди († 982, в битве при Стило) | Бурхард IV и Деди († 982, в битве при Стило) | Бурхард IV и Деди († 982, в битве при Стило) | Бурхард IV и Деди († 982, в битве при Стило) | Бурхард IV и Деди († 982, в битве при Стило) | Бурхард IV и Деди († 982, в битве при Стило) |                                                       |  |  |  |  |  | Дитрих I фон Веттин        | Дитрих I фон Веттин | Дитрих I фон Веттин | Дитрих I фон Веттин | Дитрих I фон Веттин | Дитрих I фон Веттин |  |  |  |  |  |  |  |  |  |  |  |  |  |  |  |  |
|  |  |  |  |  |  |  |  |  |  |  |  | Бурхард IV и Деди († 982, в битве при Стило) | Бурхард IV и Деди († 982, в битве при Стило) | Бурхард IV и Деди († 982, в битве при Стило) | Бурхард IV и Деди († 982, в битве при Стило) | Бурхард IV и Деди († 982, в битве при Стило) | Бурхард IV и Деди († 982, в битве при Стило) |                                                       |  |  |  |  |  | Дитрих I фон Веттин        | Дитрих I фон Веттин | Дитрих I фон Веттин | Дитрих I фон Веттин | Дитрих I фон Веттин | Дитрих I фон Веттин |  |  |  |  |  |  |  |  |  |  |  |  |  |  |  |  |
|  |  |  |  |  |  |  |  |  |  |  |  |                                              |                                              |                                              |                                              |                                              |                                              |                                                       |  |  |  |  |  | Деди I фон Веттин († 1009) |                     |                     |                     |                     |                     |  |  |  |  |  |  |  |  |  |  |  |  |  |  |  |  |
|  |  |  |  |  |  |  |  |  |  |  |  |                                              |                                              |                                              |                                              |                                              |                                              |                                                       |  |  |  |  |  |                            |                     |                     |                     |                     |                     |  |  |  |  |  |  |  |  |  |  |  |  |  |  |  |  |
|  |  |  |  |  |  |  |  |  |  |  |  |                                              |                                              |                                              |                                              |                                              |                                              |                                                       |  |  |  |  |  | Веттины                    |                     |                     |                     |                     |                     |  |  |  |  |  |  |  |  |  |  |  |  |  |  |  |  |

Происхождение Веттинов по Фридриху Курце и Отто Поссе
Вторая теория, поддерживаемая Райнхардом Венскусом и Штефаном Пэтцольдом, также выводит Buzici к имени Бурхард и считает Дитриха сыном герцога Швабии Бурхарда III (ум. 973) из рода Бурхардингеров, который некоторое время жил в Саксонии после 926 года, от официально не подтверждённого первого брака с Вильтрудой из рода Имменрдингеров. Для поддержки этой теории указывается, что во вступлении созданного, правда, только в XIII веке, Саксонского зерцала Веттины причисляются к швабским родам.
Третья теория, излагающаяся, в частности, в «Lexikon des Mittelalters», считает Дитриха сыном упоминаемого в 945 году графа Гарцгау Фолькмара. Эту теорию поддерживает тот факт, что родственник Веттинов, маркграф Рикдаг, считается родственником гарцгауанских графов — рода, прослеживающегося до IX века.

## Маркграфы Мейсена
- Генрих I р.1070, сын Деди II, граф в Айленбурге 1070—1103, маркграф Саксонской Восточной марки 1086—1103, маркграф Мейсена 1089—1103
- Генрих II, сын Генриха I, маркграф Мейсена, граф в Айленбурге 1103—1123, маркграф Саксонской Восточной марки 1103—1117
- Конрад р.1096, сын Тимо II, маркграф Мейсена 1123—1156, маркграф Саксонской Восточной марки 1135—1156, маркграф Оберлаузица 1144—1156
- Оттон II р.1125, сын Конрада, маркграф Мейсена 1156—1190, маркграф Нидерлаузица 1185—1190
- Альбрехт I р.1158, сын Оттона II, маркграф Мейсена и Нидерлаузица 1190—1195
- Дитрих I Угнетённый р.1162, сын Оттона II, маркграф Мейсена и Нидерлаузица 1195—1221
- Генрих III р.1215, сын Дитриха I, маркграф Мейсена и Нидерлаузица 1221—1288, пфальцграф Саксонии, ландграф в Тюрингии 1247—1265
- Альбрехт II р.1240, сын Генриха, пфальцграф Саксонии 1265—1307, ландграф в Тюрингии 1265—1315, маркграф Мейсена 1265—1291, маркграф Нидерлаузица 1288—1291
- Фридрих I р.1257, сын Альбрехта II, пфальцграф Саксонии 1281—1323, ландграф в Тюрингии 1291—1323, маркграф Мейсена 1307—1323
- Дитрих III (Дицман) р.1260, сын Альбрехта II, маркграф Мейсена 1293—1307, маркграф Нидерлаузица 1293—1304
- Фридрих II р.1310, сын Фридриха I, маркграф Мейсена, ландграф в Тюрингии 1323—1349
- Фридрих III р.1332, сын Фридриха II, маркграф Мейсена 1349—1379, ландграф в Тюрингии 1349—1381
- Балтазар р.1336, сын Фридриха II, маркграф Мейсена 1349—1379, ландграф в Тюрингии 1349—1406
- Вильгельм I р.1343, сын Фридриха II, маркграф Мейсена 1371—1382, ландграф в Тюрингии 1382—1407
- Фридрих IV р.1370, сын Фридриха III, маркграф Мейсена 1381—1410, 1425—1428, ландграф в Тюрингии 1381—1382, курфюрст Фридрих I 1422—1428
- Вильгельм II р.1371, сын Фридриха III, маркграф Мейсена 1381—1425, 1425—1428, ландграф в Тюрингии 1381—1382, маркграф Бранденбурга и курфюрст 1410—1425

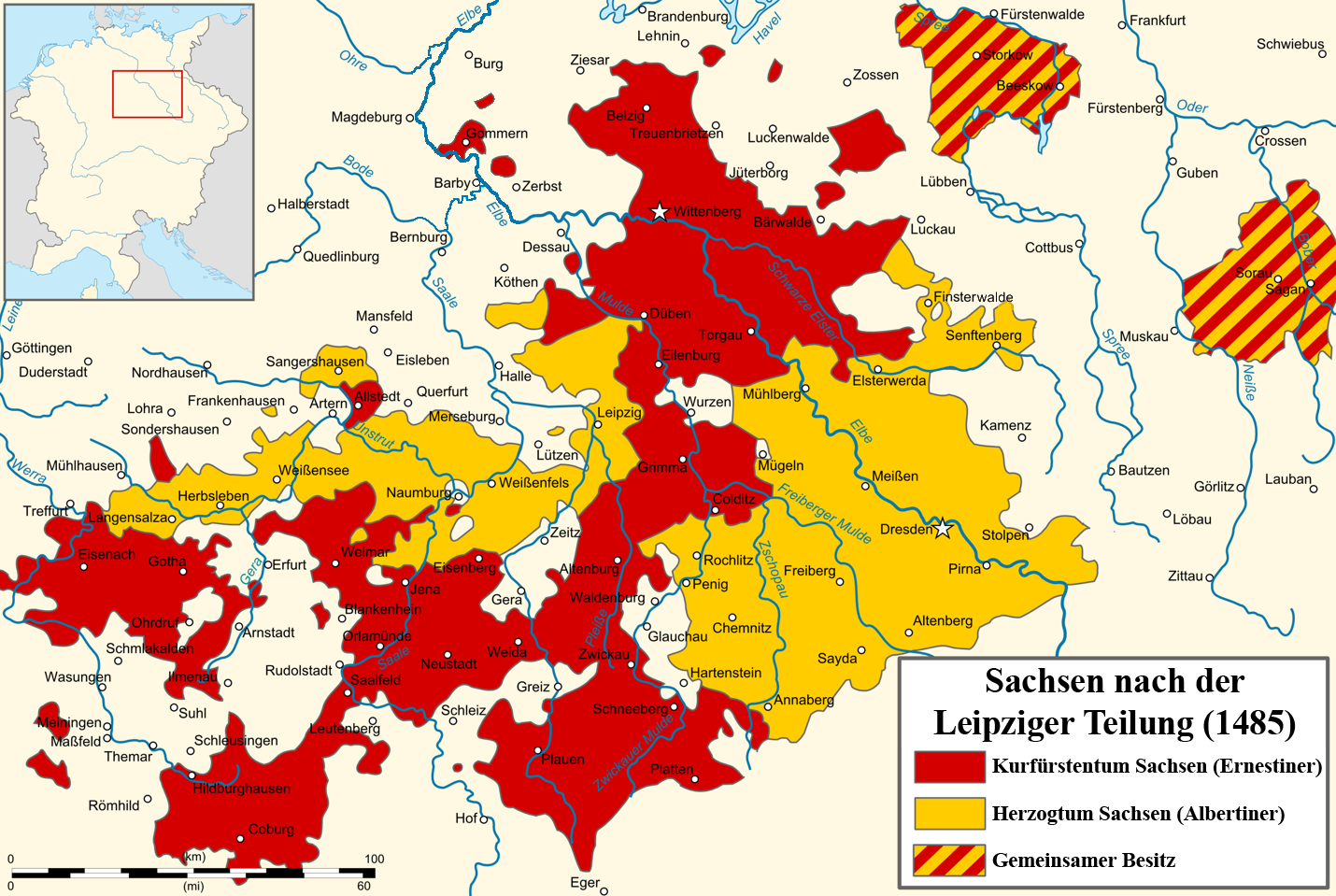
Карта веттинских владений после Лейпцигского раздела

- Георг, сын Фридриха III, маркграф Мейсена 1381—1402, ландграф в Тюрингии 1381—1382
- Фридрих IV (до 30 ноября 1384 — 17 мая 1440) маркграф Мейсена 1407—1440
- Фридрих II р.1412, сын Фридриха I, курфюрст, маркграф Мейсена 1428—1464, ландграф в Тюрингии 1440—1451
- Вильгельм III р.1425, сын Фридриха I, маркграф Мейсена 1428—1451, ландграф в Тюрингии 1440—1482
- Эрнст р.1441, сын Фридриха II, курфюрст 1464—1486, маркграф Мейсена 1464—1485, ландграф в Тюрингии 1482—1486
- Альбрехт III р.1443, сын Фридриха II, герцог 1464—1485, маркграф Мейсена 1464—1500, ландграф в Тюрингии 1482—1485, господин Фризии 1498—1500
- Георг р.1471, сын Альбрехта III, маркграф Мейсена 1500—1539
- Генрих V р.1473, сын Альбрехта III, маркграф Мейсена 1500—1541, господин Фризии 1500—1515
- Мориц р.1521, сын Генриха V, маркграф Мейсена 1541—1553, курфюрст 1547—1553
- Август р.1526, сын Генриха V, епископ Мерзебурга 1545—1553, герцог Саксонии-Виттенберг, маркграф Мейсена 1553—1556, курфюрст 1586—1591, герцог Саксонии 1556—1586

## Маркграфы Бранденбурга, эрцкаммереры и курфюрсты Священной Римской империи
- Вильгельм II р.1371, сын Фридриха III, маркграф Майссена 1381—1425, 1425—1428, ландграф в Тюрингии 1381—1382, маркграф Бранденбурга и курфюрст 1410—1425

## Герцоги Саксен-Виттенбергские, эрцмаршалы и курфюрсты Священной Римской империи
- Фридрих I р.1370, сын Фридриха III, маркграф Майссена под именем Фридрих IV 1381—1410, 1425—1428, ландграф в Тюрингии 1381—1382, курфюрст 1422—1428
- Фридрих II р.1412, сын Фридриха I, курфюрст, маркграф Майссена 1428—1464, ландграф в Тюрингии 1440—1451
- Эрнст р.1441, сын Фридриха II, курфюрст 1464—1486, маркграф Майссена 1464—1485, ландграф в Тюрингии 1482—1486
- Альбрехт III р.1443, сын Фридриха II, герцог 1464—1485, маркграф Майссена 1464—1500, ландграф в Тюрингии 1482—1485, господин Фризии 1498—1500
- Фридрих III р.1463, сын Эрнста, курфюрст, ландграф в Тюрингии 1486—1525
- Иоанн I р.1468, сын Эрнста, курфюрст, ландграф в Тюрингии 1525—1532
- Иоанн-Фридрих р.1503, сын Иоанна I, курфюрст, ландграф в Тюрингии 1532—1547, ум.1554
- Мориц р.1521, сын Генриха V, маркграф Майссена 1541—1553, курфюрст 1547—1553
- Август р.1526, сын Генриха V, епископ Мерзебурга 1545—1553, герцог Саксонии-Виттенберг, маркграф Майссена 1553—1556, курфюрст, герцог Саксонии 1556—1586

## Владетели Фризии
- Альбрехт III р.1443, сын Фридриха II, герцог Саксонии-Виттенберг 1464—1485, маркграф Майссена 1464—1500, ландграф в Тюрингии 1482—1485, владетель Фризии 1498—1500
- Генрих V р.1473, сын Альбрехта III, маркграф Майссена 1500—1541, владетель Фризии 1500—1515

## Герцоги Саксонии, эрцмаршалы и курфюрсты Священной Римской империи

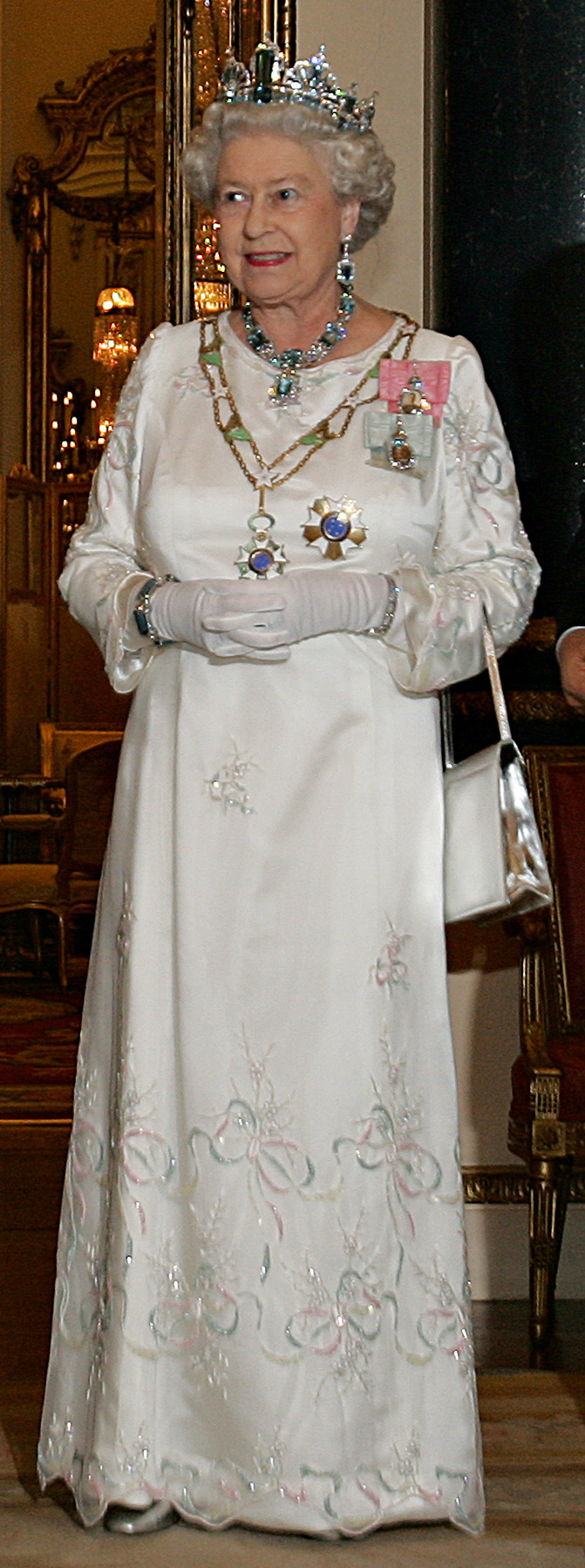
Представительница дома Веттинов — английская королева Елизавета II

- Август (род. 1526), сын Генриха V, епископ Мерзебурга 1545—1553, герцог Саксонии-Виттенберг, маркграф Майссена 1553—1556, курфюрст, герцог Саксонии 1556—1586
- Кристиан I (род. 1560), сын Августа, курфюрст 1586—1591
- Кристиан II (род. 1583), сын Кристиана I, курфюрст 1591—1611
- Август (род. 1589), сын Кристиана I, герцог 1591—1615
- Иоганн Георг I (род. 1585), сын Кристиана I, курфюрст 1611—1656
- Иоганн Георг II (род. 1613), сын Иоганна Георга I, курфюрст 1656—1680
- Иоганн Георг III р.1647, сын Иоганна Георга II, курфюрст 1680—1691
- Иоганн Георг IV р.1668, сын Иоганна Георга III, курфюрст 1691—1694
- Фридрих Август I р.1670, сын Иоганна Георга III, курфюрст 1694—1733, король Польский и великий князь Литовский (Август II) 1696—1706, 1709—1733
- Август III р.1696, сын Фридриха Августа I, курфюрст 1733—1763, король Польский и великий князь Литовский (Август III) 1733—1763
- Фридрих Кристиан р.1722, сын Фридриха Августа II, курфюрст 1763
- Фридрих Август III р.1750, сын Фридриха Кристиана, курфюрст 1763—1806, великий герцог Варшавский 1807—1813, король Саксонии Фридрих Август I 1827—1836

## Герцоги Саксен-Вейсенфельские
- Август (13 августа 1614 — 4 июня 1680), администратор Магдебургского архиепископства 1638—1648, герцог Саксен-Вейсенфельса с 1656, сын курфюрста Саксонии Иоганна Георга I
- Иоганн Адольф I (2 ноября 1649 — 24 мая 1697), герцог Саксен-Вейсенфельса с 1680, сын Августа
- Иоганн Георг (13 июля 1677 — 16 мая 1712), герцог Саксен-Вейсенфельса с 1697, сын Иоганна Адольфа I
- Кристиан (23 февраля 1682 — 18 июня 1736), герцог Саксен-Вейсенфельса с 1712, сын Иоганна Адольфа I
- Иоганн Адольф II (4 сентября 1685 — 16 мая 1746), герцог Саксен-Вейсенфельса с 1736, сын Иоганна Адольфа I

## Герцоги Саксен-Мерзебургские
- Кристиан I (27 октября 1615 — 18 октября 1691), герцог Саксен-Мерзебургский с 1657, сын курфюрста Саксонии Иоганна Георга I
- Кристиан II (19 ноября 1653 — 20 октября 1694), герцог Саксен-Мерзебургский с 1691, сын Кристиана I
- Кристиан III Мориц (7 ноября 1680 — 14 ноября 1694), герцог Саксен-Мерзебургский с 1694, сын Кристиана II
- Мориц Вильгельм (5 февраля 1688 — 21 апреля 1731), герцог Саксен-Мерзебургский с 1694, сын Кристиана II
- Генрих (2 сентября 1661 — 28 июля 1738), герцог Саксен-Мерзебург-Шпрембергский с 1691, герцог Саксен-Мерзебургский с 1731, сын Кристиана I

## Герцоги Саксен-Мерзебург-Цёрбигские
- Август (15 февраля 1655 — 27 марта 1715), герцог Саксен-Мерзебург-Цёрбигский с 1691, сын герцога Кристиана I Саксен-Мерзебургского

## Герцоги Саксен-Цейсские
- Мориц Саксен-Цейцский (Мориц I; р. 1619), сын Иоганна Георга I, герцог 1656—1681
- Мориц II (род. 1664), сын Морица I, герцог 1681—1718
- Кристиан Аугуст (род. 1666), сын Морица I, кардинал-пресвитер 1706—1725, герцог 1718—1725

## Герцоги Саксен-Пегау-Нойштадтские
- Фридрих Хайнрих (род. 1668), сын Морица I, герцог 1681—1713

## Короли Саксонии
- Фридрих Август I (род. 1750), сын Фридриха Кристиана, курфюрст Фридрих Август III 1763—1806, великий герцог Варшавский 1807—1813, король 1806—1827
- Антон (род. 1755), сын Фридриха Кристиана, король 1827—1836
- Фридрих Август II (род. 1797), сын Максимилиана, сына Фридриха Кристиана, король 1836—1854
- Иоганн (род. 1801), сын Максимилиана, сына Фридриха Кристиана, король 1854—1873
- Альберт (род. 1828), сын Иоганна, король 1873—1902
- Георг (род. 1832), сын Иоганна, король 1902—1904
- Фридрих Август III (1865—1932), сын Георга, король 1904—1918

### Потомки королей
- Мориц Саксонский — побочный сын курфюрста саксонского Августа Сильного от Авроры фон Кёнигсмарк, французский полководец, генеральный маршал Франции (1747).
- Фридрих Кристиан (род. 1893), сын Фридриха Августа III, маркграф Мейсенский 1932—1968
- Мария Эмануэль (род. 1926), сын Фридриха Кристиана, маркграф Мейсенский 1968-2012